# Ribeira do Pombal
Ribeira do Pombal es un municipio brasilero del estado de Bahía. Su población estimada en 2007 era de 47.400 habitantes.
Obtiene su nombre en homenaje al célebre primer ministro del reino de Portugal, Sebastião José de Carvalho y Melo. El municipio tuvo su origen a partir de una aldea de indios quiriris. 